# Ultima fermata (programma televisivo)
Ultima fermata è stato un reality show italiano prodotto da Fascino PGT, trasmesso in prima serata su Canale 5 dal 23 marzo al 13 aprile 2022 con la conduzione e narrazione di Simona Ventura.

## Il programma
Il programma, che ricorda il format Temptation Island da cui è stato ereditato, ha come obiettivo principale quello di aiutare coppie in crisi a darsi un'ultima opportunità (da qui il nome Ultima fermata), con l'aiuto di psicoterapeuti che proveranno a ricucire quei rapporti ormai danneggiati da problemi di diverso genere. Starà alle coppie, alla fine del percorso, scegliere se continuare la storia con il proprio partner, o se abbandonare il programma ponendo fine alla propria relazione.
In termini di ascolti, però, si presenta fin da subito come l'ennesima esperienza negativa per la conduttrice e per tutta l'azienda, nonostante la produzione di Maria De Filippi, non venendo confermato per la seconda edizione e pertanto viene ripristinato  Temptation Island.

## Edizioni
| Edizione | Anno | Conduzione     | Periodo       | Periodo        | Puntate | Coppie | Regia            |
| Edizione | Anno | Conduzione     | Inizio        | Fine           | Puntate | Coppie | Regia            |
| -------- | ---- | -------------- | ------------- | -------------- | ------- | ------ | ---------------- |
| 1ª       | 2022 | Simona Ventura | 23 marzo 2022 | 13 aprile 2022 | 4       | 10     | Stefano Carriero |

## Audience
| Edizione | Rete televisiva | Anno | Stagione  | Programmazione | Programmazione | Programmazione | Programmazione | Programmazione | Programmazione | Programmazione | Telespettatori | Share  | Premiere       | Premiere | Finale         | Finale |
| Edizione | Rete televisiva | Anno | Stagione  | L              | M              | M              | G              | V              | S              | D              | Telespettatori | Share  | Telespettatori | Share    | Telespettatori | Share  |
| -------- | --------------- | ---- | --------- | -------------- | -------------- | -------------- | -------------- | -------------- | -------------- | -------------- | -------------- | ------ | -------------- | -------- | -------------- | ------ |
| 1ª       | Canale 5        | 2022 | primavera |                |                |                |                |                |                |                | 1 862 000      | 11,42% | 2 099 000      | 12,36%   | 1 750 000      | 11,80% |

## Sigla
La sigla del programma è la canzone Let's Hurt Tonight degli OneRepublic.